# Miguel Gallardo (historietista)
Miguel Ángel Gallardo Paredes (Lérida, 27 de diciembre de 1955-Barcelona, 21 de febrero de 2022) fue un historietista español, creador, entre otros muchos personajes, de Makoki, emblemático en la década de 1980. La mayor parte de sus trabajos pertenecen al cómic underground. Posteriormente, apostó por el género biográfico, con la publicación de obras como Un largo silencio y la galardonada María y yo.

## Biografía

### Infancia y juventud
Hijo de un excombatiente del bando republicano de la guerra civil española, Gallardo estudió en Lérida desde los seis hasta los diecisiete años en un colegio de Maristas, nacionalcatolicista a tope, según sus propias palabras. Ya era entonces un lector compulsivo de tebeos como Pulgarcito, El Jabato o El Capitán Trueno.
En 1973, se trasladó a Barcelona para estudiar Bellas Artes, pero como él mismo explica:

Hice el examen y no me quisieron. No entré. Max entró un poco más tarde que yo. Era la época en que se presentaba mucha gente y las pruebas eran dibujo al carboncillo, un retrato y no sé qué otra cosa y había cien mil tíos que lo hacían mejor. La cosa clásica no la controlaba lo suficiente, así que no me admitieron. Me fui a la Massana, que era un coladero, una Escuela de Artes y Oficios anclada en el pasado, antigua, donde podía entrar todo el mundo. Yo estaba en clase con señoras mayores, niños y monjas.

En total, permaneció tres años en la Escuela de Artes y Oficios Massana, hasta que obtuvo su primer trabajo, en el Estudio Andreu de dibujos animados. Allí conoció a Juanito Mediavilla y juntos abandonaron el estudio con la idea de abrirse camino en el mundo del cómic. Sus primeros trabajos se publicaron en la revista Star.

### En elboomdel cómic
En 1977, creó el personaje de Makoki en una historia corta para la revista musical Disco Exprés, titulada "Revuelta en el frenopático" e inspirada en un relato breve de Felipe Borrallo. 
En 1979, nació la revista El Víbora y Gallardo y Mediavilla empezaron a colaborar en la nueva publicación desde su primer número, desarrollando las aventuras de los personajes de La Basca, aunque sin la presencia de Makoki, que aparecía en otras publicaciones. El protagonismo de estos cómics termina siendo asumido por un nuevo personaje, El Niñato. Makoki, que había pasado por varias revistas tras el cierre de Disco Exprés, reapareció en las páginas de El Víbora años después, en la historieta Fuga en La Modelo.
En 1981, para la nueva revista de cómics Cairo, Gallardo escribió -sin Mediavilla- la serie Pepito Magefesa, con la parodia y el pastiche como elementos definitorios, siendo incontables las alusiones satíricas a la actualidad y a personajes clásicos de la historieta (El repórter Tribulete, The Phantom).
Para El Víbora hizo, con Mediavilla, el álbum OTAN sí, OTAN no (1982), y luego, en solitario, Los sueños del Niñato, una de sus mejores obras desde el punto de vista gráfico. Concebida como un homenaje a Little Nemo, ilustra las pesadillas que le provoca al personaje la abstinencia de la heroína. Por esta época, según él mismo afirma en una entrevista, Gallardo comenzaba a frecuentar las drogas duras.
En 1982, gracias a la popularidad del personaje, apareció la efímera revista Makoki, de la que Gallardo y Mediavilla fueron los directores y en la que publicaron la historia Makoki en Niu Yors, considerada por la crítica inferior a sus obras anteriores.
A mediados de los años ochenta realizó para El Víbora varias historietas de serie negra protagonizadas por un nuevo personaje, Perro Nick, en las que destaca la recreación de ambientes y el uso innovador del color (las páginas eran coloreadas a gouache, algo poco frecuente en el cómic).

### Trabajos posteriores
Para la revista Complot! creó al personaje "Perico Carambola", libremente basado en el "repórter Tribulete" de Bruguera, con guiones de Ignacio Vidal-Folch. Por esos mismos años, dibujó para el diario conservador ABC una tira cómica del personaje "Buitre Buitaker", antiguo secundario de las historietas de Makoki, que resultaba bastante insólita en las páginas de dicha publicación.
En las página de la revista Viñetas optó por acabar de una vez para siempre con su personaje fetiche, Makoki, que había seguido apareciendo en revistas de cómic de la mano de otros autores, y escribió La muerte de Makoki. Continuando con su vena paródica, publicó también en Viñetas, en 1995, una imitación burlesca del clásico tebeo español Roberto Alcázar y Pedrín, titulada Roberto España y Manolín, en que se satirizaba cruelmente tanto a los nostálgicos del régimen franquista como a la administración socialista de la época.
Ha colaborado habitualmente en el fanzine, dirigido por Max y Pere Joan, Nosotros somos los muertos. Su obra más interesante de la segunda mitad de los años noventa es Un largo silencio, novela gráfica en que recrea los recuerdos de su padre acerca de la guerra civil española. 
En los últimos tiempos, Gallardo parece haberse desinteresado de la historieta, centrando su interés en el mundo de la ilustración. Sin embargo, en 2006 y 2007 volvió a hacer incursiones en la historieta, concretamente en la autobiográfica, con Tres viajes y María y yo. Esta última trata sobre la relación del autor con su hija, niña autista de 12 años, y ha recibido el primer Premio Nacional de Cómic de Cataluña, además de haber sido trasladada a la gran pantalla. En 2015 publicó María cumple 20 años, en la que actualiza la historia.
En el año 2009 publicó con Paco Roca Emotional World Tour, donde cuentan al alimón anécdotas relacionadas con la promoción de sus últimos cómics.
En 2011 ilustró las dos primeras portadas de las Nuevas Hazañas Bélicas.
Miguel Gallardo murió en Barcelona a la edad de sesenta y seis años víctima de un tumor cerebral diagnosticado en 2020. Había relatado su convivencia con la enfermedad en la obra Algo extraño me pasó camino de casa. La organización del festival Animac, que tenía previsto galardonarlo con el Premio Trayectoria 2022, decidió rendirle un homenaje en el marco de su 26 edición. Además, junto con el Museo de Arte Jaume Morera, le dedicó una exposición en La Llotja con una parte representativa de la colección de originales y reproducciones que el artista dio en 2020 a la Paeria, con destino a los fondos del museo.
Su última obra, El gran libro de los perros, se publicó póstumamente en marzo de 2022.

## Estilo
En 1987 Miguel Ángel se manifestaba como un heredero de la Escuela Bruguera y de su humor basado en personajes cotidianos.
Jesús Cuadrado, por su parte, destacaba en 1998 su "versatilidad imparable".

## Premios y nominaciones
- 2008 Premio Haxtur a la "Mejor Portada" por "María y yo" en el Salón Internacional del Cómic del Principado de Asturias Gijón
- 2008 Nominado al Premio Haxtur a la "Mejor Historia Corta" por "María y yo" en el Salón Internacional del Cómic del Principado de Asturias Gijón
- En 2013, Gallardo fue reconocido con un premio Gráffica.[10] En la misma edición, también fueron premiados Alex Trochut, Álvaro Sobrino, América Sánchez, Andreu Balius, Astiberri, Atipo, Clara Montagut, Jaime Serra y No-Domain.[11]

### Con Juan Mediavilla
- Makoki, Laertes, 1979; Complot, 1990.
- La juventú de Makoki, Laertes, 1982.
- Makoki Integral, Glénat, 2002.
- Fuga en La Modelo, La Cúpula, 1981.
- El Niñato, La Cúpula, 1983.
- Chuchita y Marilyn, Alterne de Postín, La Cúpula, 1984.
- Makoki en Niu Yors, Laertes, 1985.
- Buitre Buitaker: No hay color, La Cúpula, 1985.
- Historias del tío Emo, La Cúpula, 1986.
- OTAN sí, OTAN no, La Cúpula, 1986.
- Los sueños del Niñato, La Cúpula, 1986.
- Yonquis del espacio, La Cúpula, 1989.

### Con Ignacio Vidal-Folch
- Perico Carambola, Glénat, 1995.
- Roberto España y Manolín, Midons, 1997.

### ConPaco Roca
- Emotional world tour, Astiberri, 2009.

### Con Karin du Croo
- El gran libro de los perros, Astiberri, 2022.

### En solitario
- Pepito Magefesa, Complot, 1984.
- Perro Nick, Casset, 1991.
- Buitre Buitaker, El Pregonero, 1994.
- La muerte de Makoki, Glénat, 1995.
- Un largo silencio, Paco Camarasa & Mc Diego, 1998.
- Toda la verdad sobre el informe G, De Ponent, 2000.
- Tres viajes, De Ponent, 2006.
- María y yo, Astiberri, 2007.
- María cumple 20 años, Astiberri, 2015.
- Turista accidental, Astiberri, 2016.
- Algo extraño me pasó camino de casa, Astiberri, 2020.